# موتور رجب
موتور رجب یک منطقهٔ مسکونی در ایران است که در دهستان ده‌کهان واقع شده‌است. موتور رجب ۱۸۸ نفر جمعیت دارد.